# Lutzenberg
Lutzenberg este un oraș în Elveția.
1. ↑  Arealstatistik Standard - Gemeinden nach 4 Hauptbereichen (în germană), Bundesamt für Statistik[*], accesat în 13 ianuarie 2019